# Едем

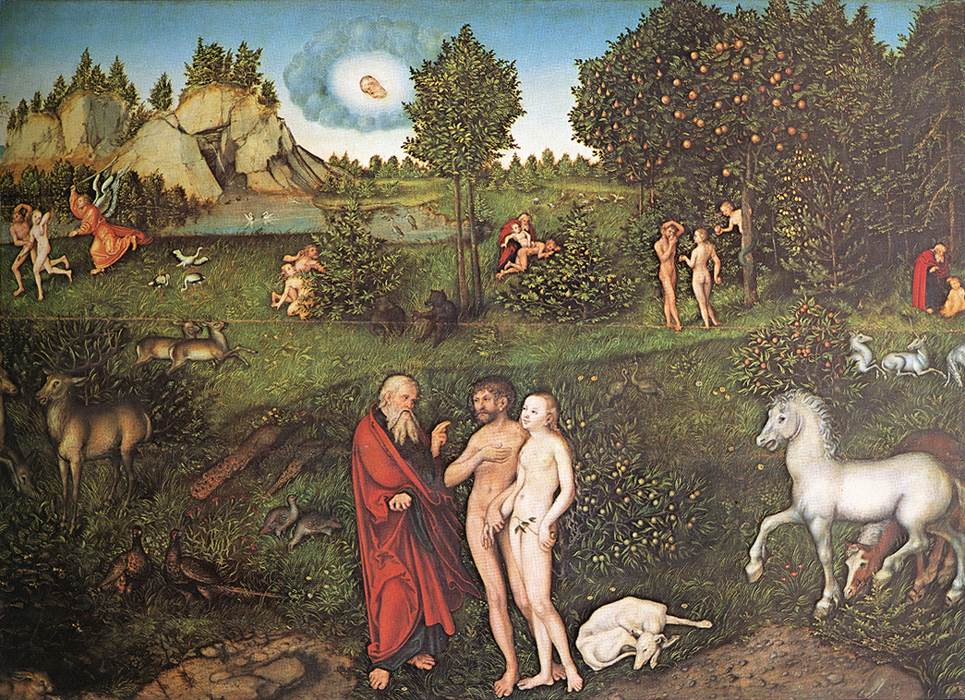
«Адам і Єва у саду Едему», Лукас Кранах, 1530

Едем або Едемський сад (івр. גַּן עֵדֶן, Gan Eden; араб. جنة عدن, Jannat 'Adn) — місце первісного проживання людей згідно з текстами авраамічних релігій; сад, де перші люди безтурботно жили до гріхопадіння. Часто вживається як синонім Раю, проте на відміну від нього уявляється як матеріальне місце.

## У Старому Заповіті

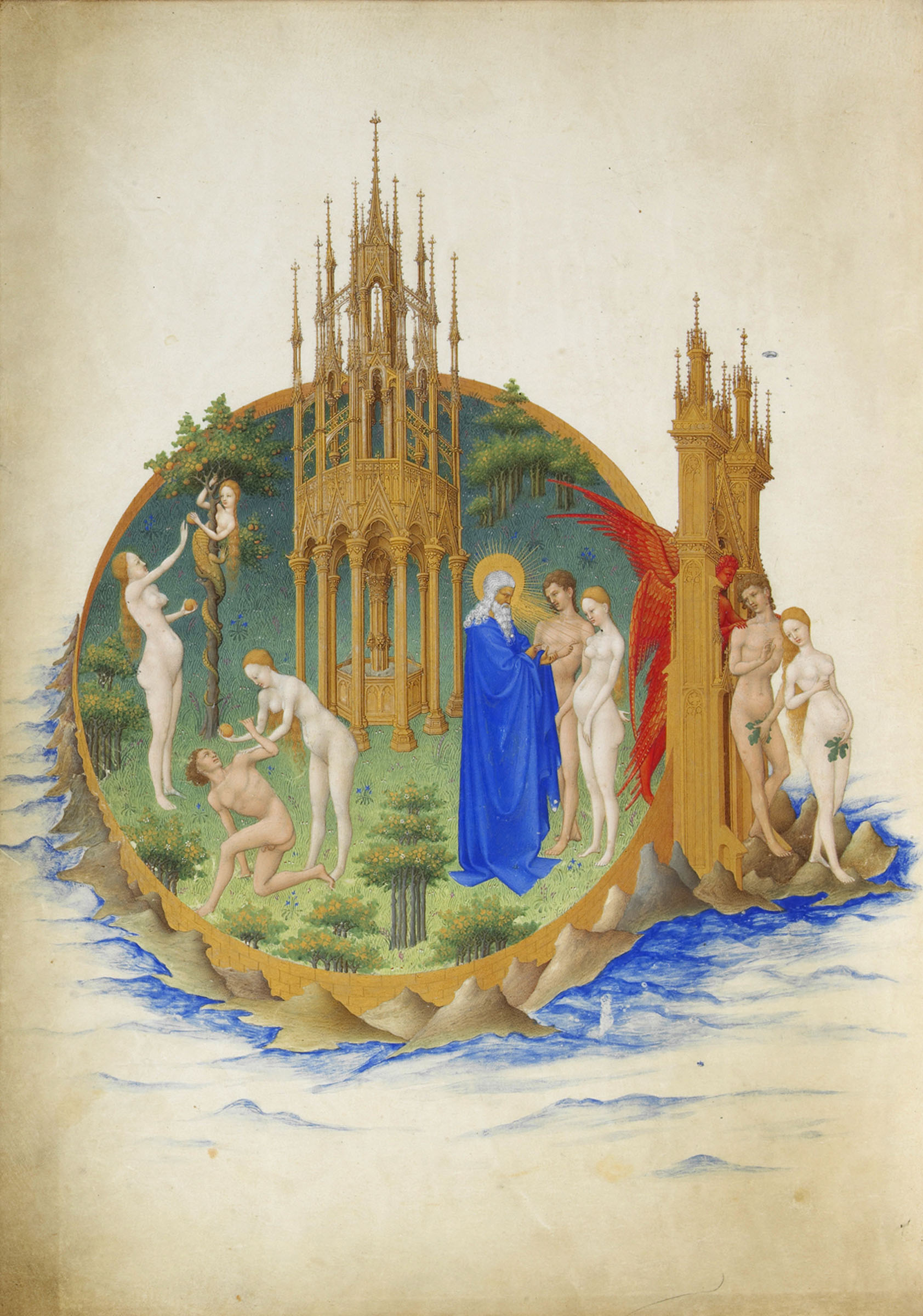
Едемський сад, картина братів Лімбург, між 1411 та 1416

Згідно з Книгою Буття, Едем розташовувався «на сході» та був створений Богом для проживання перших людей — Адама та Єви. В Едемі перші люди не мали потреби в добуванні харчів, оскільки там росли дерева, що забезпечували їх плодами. Бог дозволяв їсти всі плоди, крім плоду Дерева пізнання добра і зла.
У Книзі описується географія Едему та навколишніх земель: з нього витікає річка, що розділяється на Пішон (оточує він усю землю Хавіла), Ґіхон (оточує Ефіопію), Тигр (протікає на сході Ашшуру) і Євфрат.
Люди, що мешкали в Едемі, Адам і Єва, були безгрішні і, згідно з традиційними уявленнями, безсмертні (у той же час 1 М. 3:22 вказує, що вічне життя було їм доступне не безпосередньо, а у вигляді Дерева життя), проте, спокушені Змієм, вони з'їли плід із забороненого Дерева пізнання добра і зла, скоївши тим самим гріхопадіння, внаслідок чого втратили безсмертя та зіпсували свою природу, що передалося нащадкам. Також Єва втратила рівність із Адамом і надалі мусила коритись йому та болісно народжувати, а Адам мусив добувати їжу працею. Бог закрив Едем для людей, вигнав їх, поставивши на сторожі ангелів — херувимів з полум'яним мечем.
Богословами описи Едему як саду пояснюються як метафора гармонії між природою та культурою. Людина відчуває себе у безпеці й достатку, отримуючи від природи все необхідне; водночас природа від цього не зазнає руйнування.

## У Корані
Священна книга мусульман описує первісне місце проживання людей лише загально. Під назвою Джаннат (в українському перекладі Корану — Рай) він називається місцем, де Аллах оселив Адама та його дружину. Після скуштування забороненого плоду за намовою Ібліса їх було вигнано з Джаннату. В Корані на відміну від Старого Заповіту дорога до Джаннату не була назавжди закрита людям, а доступна й надалі тим, хто щиро сповідує іслам. Джаннат треба розуміти не як місце на Землі, а як інший світ, оскільки за розмірами він згаданий як рівний небу та землі.
Джаннату в Корані більше уваги приділено як місцю посмертного перебування для праведників, що ближче до християнського Раю. Водночас Рай мислиться радше як стан душі, тоді як Джаннат має безліч речей для тілесних задоволень: сади, річки, плоди, джерела напоїв, слуг та дружин. Усі ці блага не згадуються в описах часів, коли перші люди перебували в ньому. Проте деякі паралелі зі Старозаповітним Едемом прослідковуються, наприклад, також згадуються чотири річки, описані в Корані як чотири чудесні річки (або види річок) води, молока, вина та меду.

## Місцезнаходження Едему

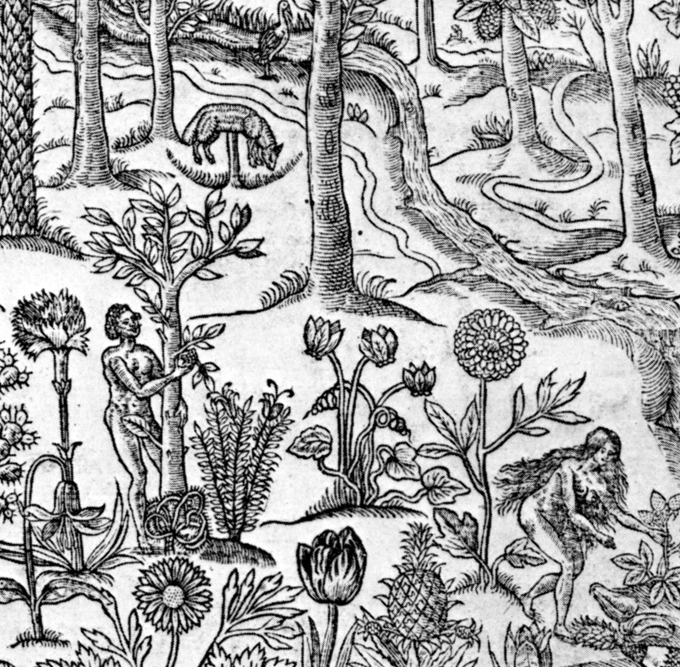
Адам, Єва та дивовижні рослини (баранець) з гравюри «Paradisi in Sole Paradisus Terrestris» (1629) німецького художника Христофора Швайцера

З приводу ототожнення річок Пішон і Ґіхон з реальними річками, думки дослідників розходяться. Серед можливих варіантів згадуються такі річки, як Аракс, Ганг, Керхе, Карун (в Еламі), Діяла, Ваді ар-Рума і навіть Ніл. Єврейська релігійна традиція ототожнює річку Ґіхон з однойменним джерелом у Єрусалимі.
Оскільки Перська затока у давнину вважалася місцем, куди впадали ці річки, то її іноді ототожнювали з великою річкою, що розділяється на чотири. Таке ототожнення затоки з річкою підкріплює заснована на біблійному тексті (1 М. 11:2,9) думка, що Едемський сад був розташований на схід від «Шінара» (можливо, Шумера). Етимологія слова «Едем» виводиться прихильниками цієї гіпотези від шумерського слова Едін (рівнина) — географічного терміна, яким часто позначається рівнина між Тигром і Євфратом у південній Месопотамії. Інші дослідники вважають, що єдина річка-витік розташовувалася на півночі біля початку Тигру і Євфрату; у цьому випадку, однак, виникає проблема ідентифікації річок Пішон і Ґіхон.
Існує версія, що Пішон у наш час — це переривчаста річка Ваді Аль-Батін у Саудівській Аравії та Кувейті, а Ґіхон — Карун, що протікає територіями сучасних Іраку та Ірану. Згідно з кліматологічними дослідженнями американсько-латвійського археолога Юріса Зарінса, територія Межиріччя біля Перської затоки мала вологий клімат у період 6-5 тис. років тому. Потім її було затоплено морем. Саме цей час міг бути відображений в Старому Заповіті як час існування Едему.
Британський історик Девід Рол стверджує, що Едемський сад розташовувався в іранській провінції Азербайджан в околицях Тебриза, в довгій долині на північ від вулкана Сехенд. Навколишні річки нагадують своїм розташуванням легендарні Пішон, Ґіхон, Тигр і Єфрат.
На думку креаціоністів, складність у визначенні місця розташування Едему становить описаний в Біблії всесвітній потоп, який призвів до значних змін літосфери і гідросфери так, що не можливо достеменно встановити зв'язок між допотопними і сучасними місцевостями.
Відповідно до цього, можна припустити, що перші поселення після потопу в Шинеарському краї (також Сенаар) у місті, пізніше відомому як Вавилон, могли перенести назви раніше відомих їм річок допотопного світу на річки, які оточували їх у той час. Так можна пояснити появу топонімів річок, що збігаються з біблійними описами. Отож, Едем міг перебувати у будь-якій точці планети, зокрема до нашого часу засипавшися під товщею ґрунту або опинившись на верхівці гори.

## Паралелі з Едемом

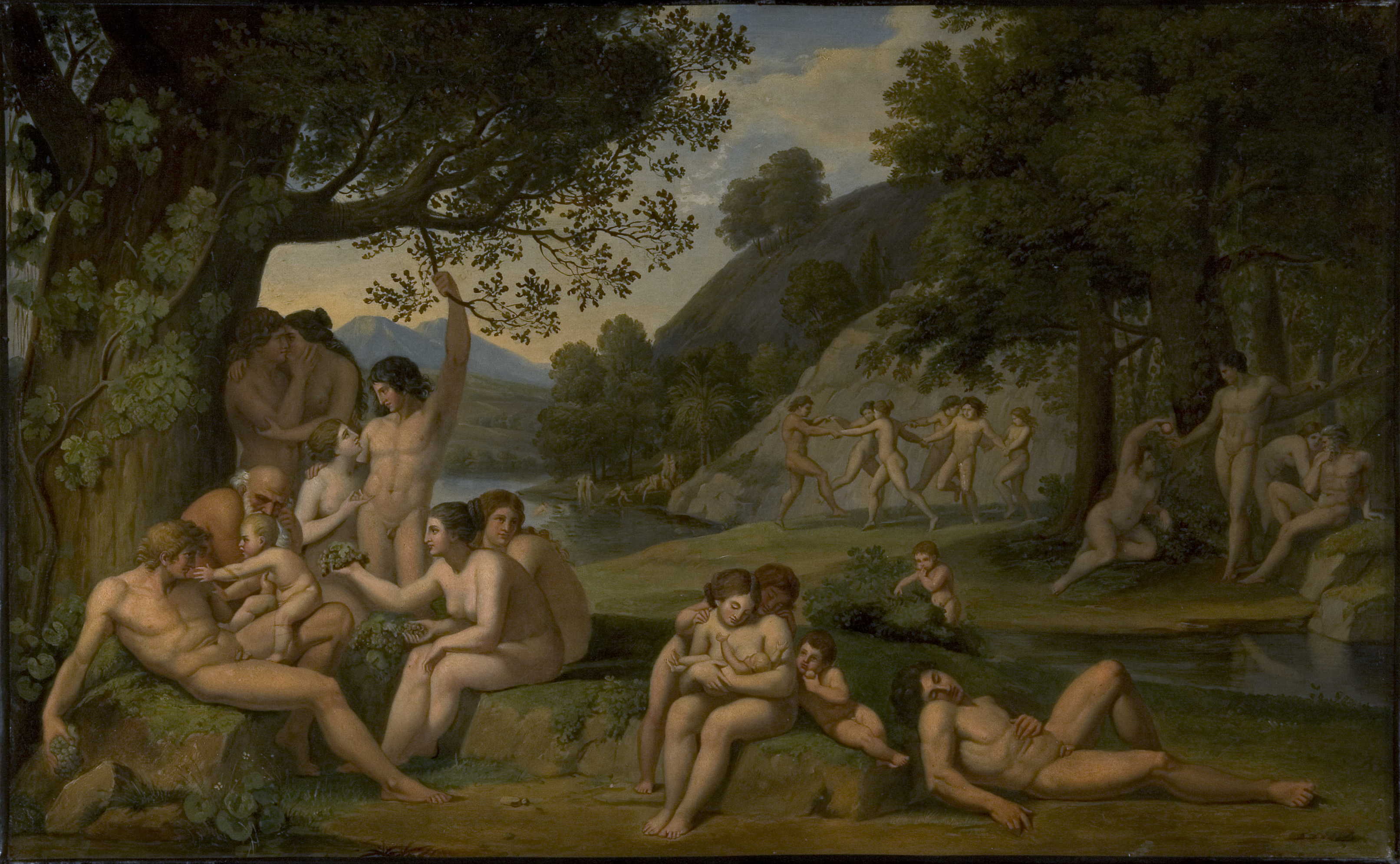
«Золотий вік»,, 1812

Образ минулого часу, коли люди безтурботно жили в достатку, відомий у багатьох культурах. В античній міфології це так звана Золота доба, в індуїзмі — Сатья-юґа.
Як місце, Едем подібний до острова безсмертних Дільмуна з шумерських легенд, островами блаженних з античної міфології, саду Гесперид (примітно, що в ньому росли чарівні дерева). Також паралелі з Едемом є в Платоновій Атлантиді, що описується як благодатне місце, жителі якого з часом розбещуються та гинуть.
Із середини I тис. до н. е. слово «Едем» стає синонімом «паірідеза» (𐎱𐎼𐎭𐎹𐎭𐎠𐎶) — буквально «місце, обнесене стіною» (звідси «пардес», івр. פרדס, від нього в свою чергу грец. παράδεισος, лат. paradisus, англ. paradise, що українською перекладається як «Рай»), яким називали царський сад чи мисливські угіддя.
Моделлю Едему може розглядатися Єрусалимський храм, зокрема його Святеє святих, де первосвященники, подібно до перших людей до гріхопадіння, могли, згідно з переказами, безпосередньо спілкуватися з Богом.
Схерія — утопічний острів із Іліади Гомера.
Утопія (книга Томаса Мора) — «Золота книжечка, така ж корисна, як і забавна, про найкращий устрій держави і про новий острів Утопія».
Про місто Боже — один з основних трактатів філософа і богослова Аврелія Августина Блаженного.

## Едем у літературі

### Земний рай у «Божественній комедії» Данте
Земний рай у Данте розташований на вершині гори Чистилища (гора Чистилища і Єрусалим у Данте розташовані на протилежних кінцях земного діаметра).

### Едем у романі «Життя і пригоди Мартіна Чезлвіта»
У романі Чарлза Діккенса «Життя і пригоди Мартіна Чезлвіта» Едемом називалося американське поселення, у якому Мартін і його компаньйон Марк Теплі купили ділянку землі. За запевненням агента земельної компанії містера Скеддера Едем являв собою квітуче місто, у якому були банки, церкви, фабрики, готелі, біржа, редакція щоденної газети і т. д. У дійсності в Едемі виявилося кілька напівзруйнованих будинків, мешканці яких виїхали або померли від хвороби, яка перебігала з гарячкою, а місцевість виявилася заболоченою і надзвичайно нездоровою.

### «Едем» Станіслава Лема
У цьому романі Лема 1959-го року, прекрасна здаля планета названа космопілотами Едемом, але коли вони впали — занадто наблизившись до неї на обльоті, щоб краще її роздивитись, і врізавшись помилково в атмосферу — то знаходять на ній цивілізацію, яка поневолила власне населення з допомогою тотального контролю інформаційних потоків.